# Joura
Joura là một thị xã và là một nagar panchayat của quận Morena thuộc bang Madhya Pradesh, Ấn Độ.

## Nhân khẩu
Theo điều tra dân số năm 2001 của Ấn Độ, Joura có dân số 25.514 người. Phái nam chiếm 54% tổng số dân và phái nữ chiếm 46%. Joura có tỷ lệ 64% biết đọc biết viết, cao hơn tỷ lệ trung bình toàn quốc là 59,5%: tỷ lệ cho phái nam là 74%, và tỷ lệ cho phái nữ là 52%. Tại Joura, 16% dân số nhỏ hơn 6 tuổi.